# 안병범 (1890년)
안병범(安秉範, 일본식 이름: 亀村貞信가네무라 사다노부, 1890년 ~ 1950년 7월 29일)은 일제강점기와 대한민국의 군인이다. 안종인(安鍾寅)이라는 다른 이름이 있다.

## 생애
한성부 출신이며 대한제국 말기에 무관 생도로 일본에 유학했다. 육군중앙유년학교를 거쳐 1912년에 일본육군사관학교에 입학하여 졸업하고 일본군 장교로 근무했다. 영친왕 시종무관과 일본군 보병 대좌를 지냈으며, 아들 안광수도 일본육사에 진학시켰다.
태평양 전쟁 종전 후에 대한민국 국군이 창설되었고, 안병범은 군사 경력자 기용 방침에 따라 1948년 다시 육군사관학교에서 1주일 동안 훈련을 받은 뒤 제8기 졸업생이 되었다. 안광수와 함께 대한민국 국군 장교로 복무하면서 계급도 같은 육군 대령이 되었다.
국방부 수도방위대 자문위원과 육군 제103여단장 등을 역임하다가 1950년에 한국 전쟁이 발발하였다. 개전 초기에 서울이 조선인민군에게 점령되자 인왕산에서 칼로 자결했다. 안병범의 동생 두 명도 한국 전쟁 중 전사했다.

## 사후
1955년에 안병범장군순의비가 제막 되었으며, 유해는 국립서울현충원에 묻혀 있다. 고은의 《만인보》에도 실려 있다.
2008년 민족문제연구소가 친일인명사전에 수록하기 위해 정리한 친일인명사전 수록예정자 명단 군 부문에 안광수와 함께 포함되었다.

## 같이 보기
- 일본육군사관학교
- 안광수